# 2000年シドニーオリンピックの個人参加選手団
2000年シドニーオリンピックの個人参加選手団（2000ねんシドニーオリンピックのこじんさんかせんしゅだん）は、2000年9月15日から10月1日にかけてオーストラリアのニューサウスウェールズ州シドニーで開催された2000年シドニーオリンピックに東ティモール在籍の選手が「個人名義」で参加した選手団、およびその競技結果。

## 概要
オリンピックへの参加は通常国内オリンピック委員会名義での派遣となっている。しかし、東ティモールがインドネシア（国際法上はポルトガル）からの独立準備中だったことと、国内オリンピック委員会が設立されていなかったことで、同国（当時は地域）での参加ができなくなった。
このため国際オリンピック委員会（IOC）は、1992年バルセロナオリンピックにおいて、旧ユーゴスラビアがユーゴスラビア紛争によって国際連合の制裁下に置かれたため、同国オリンピック委員会の下で参加することが不可能になった際、IOCが同国選手団を独立参加で認めた経緯に鑑み、この問題の救済措置として個人名義での参加を認めた。個人参加選手団のIOCコードは英語の「Individual Olympic Athletes」からIOAが当てられ、国旗は五輪旗を使用した。
なお、東ティモールは2002年に独立。国内オリンピック委員会は2003年に設立（同年承認）された。設立前の2002年に開催された冬季オリンピックである2002年ソルトレークシティオリンピックには参加していないため、この名義での参加は2000年シドニーオリンピックのみであった。また独立後も含めてメダル獲得者はいない。